# Matti Breschel
Matti Breschel (født 31. august 1984 i Faxe) er en dansk forhenværende professionel cykelrytter, og nuværende sportsdirektør for EF Education-EasyPost.

## Karriere
Han fik sit gennembrud for det lille danske hold Team PH, ved at blive nummer 6 ved U/23 verdensmesterskaberne i Verona i 2004,hvor han også hjalp en anden dansker Mads Christensen til at slutte som nr. 3. Samme sommer vandt han også bronzemedalje ved de danske mesterskaber i linjeløb og vandt sølv i 2008.
Han blev professionel før 2005-sæsonen hos Team CSC, hvor han underskrev en 3-årig kontrakt.
Den 28. september 2008 vandt han bronze ved VM i landevejscykling i Varese i Norditalien. I 2009 blev han danmarksmester i linjeløb foran holdkammeraterne Chris Anker Sørensen og Frank Høj. Ved VM i 2010 i Melbourne vandt han sølv efter at han tabte spurten til vinderen, norske Thor Hushovd, og ved VM i 2014 var han tæt på igen at slutte på podiet, men endte lige uden for medaljerækken på en fjerdeplads.
Matti Breschel vandt i juni 2014 sit første etapeløb, da han vandt Luxembourg Rundt foran franskmanden Jean Pierre Drucker, samt holdkammerat og landsmand, Michael Mørkøv. Han fik endvidere også sejren på både anden og tredje etape, samt blev samlet vinder af pointkonkurrencen.
I bogen Sportshjerte (2017) af Daniel Dencik spiller Matti Breschel en fremtrædende rolle. Bogens kapitel “Matti" har også været publiceret i sin helhed i Politiken. 
I august 2019 bekendtgjorde Breschel, at han ville afslutte sin karriere med udgangen af sæsonen 2019, fordi  han tidligere på året havde fået konstateret psoriasisgigt.

## Store resultater
Nedestående er en liste over alle Matti Breschels store resultater:
2001
1.  Landevej, Under-19
2003
6. Fyen Rundt
2004
1. Giro del Canavese
1. 2. etape Ringerike GP
6. Road race, UCI U23-VM
6. Paris-Roubaix Espoirs
2005
2. samlet Tour of Qatar
1.  Ungdomskonkurrence
4. Paris-Bourges
4. Grand Prix d'Isbergues
5. Circuit Franco-Belge
2006
3. samlet Driedaagse van West-Vlaanderen
1.  Ungdomskonkurrence
3. Le Samyn
6. samlet Tour of Qatar
7. Reading Classic
2007
Tour of Ireland
1.  Pointkonkurrence
1. 2. etape
3. samlet Danmark Rundt
1. 2. etape
4. samlet Ster ZLM Toer
7. Paris-Bourges
2008
1. 21. etape Vuelta a España
1. Philadelphia International
3.  Linjeløb, UCI Road World Championships
5. samlet Danmark Rundt
1.  Pointkonkurrence
1. 2. og 3. etape
5. samlet Ster ZLM Toer
1. 2. etape
6. Trofeo Laigueglia
7. E3 Prijs Vlaanderen
8.  Paris-Bourges
2009
1.  Linjeløb, Nationalmesterskaberne
1. 4. etape Tour de Suisse
1. 2. etape Volta a Catalunya
2. Vattenfall Cyclassics
3. samlet Tour of Ireland
1.  Ungdomskonkurrence
4. samlet Tour de Luxembourg
1.  Pointkonkurrence
1. 4. etape
5. samlet Danmark Rundt
1.  Pointkonkurrence
1. 1. etape
6. Flandern Rundt
7. Linjeløb, UCI Road World Championships
10. Paris–Roubaix
2010
1. Dwars door Vlaanderen
2.  Linjeløb, Skabelon:VM i landevejscykling 2010
2. Gran Piemonte
3. Paris–Bourges
5. samlet Danmark Rundt
1.  Pointkonkurrence
1. 3. etape
8. Gent–Wevelgem
2012
1. 3. etape Vuelta a Burgos
3. Gent–Wevelgem
7. Trofeo Palma de Mallorca
9. Flandern Rundt
2013
3. samlet Danmark Rundt
1. 2. og 3. etape
4. Linjeløb, Nationale mesterskaber
8. Grand Prix Cycliste de Québec
9. Vattenfall Cyclassics
2014
1.  samlet Tour de Luxembourg
1.  Pointkonkurrence
1. 2. og 3. etape
4. Linjeløb, UCI Road World Championships
5. samlet Tour de l'Eurometropole
9. Paris–Bourges
2015
6. E3 Harelbeke
7. Vattenfall Cyclassics
8. samlet Danmark Rundt
1.  Points classification
1. Stages 3 & 4
10. samlet Tour de Wallonie
2016
5. GP du canton d'Argovie
6. Heistse Pijl
2018
3. Japan Cup